# Салливан (округ, Пенсильвания)
Округ Салливан (англ. Sullivan County) располагается в штате Пенсильвания, США. Официально образован 15 марта 1847 года. По состоянию на 2010 год, численность населения составляла 6428 человека.

## География
По данным Бюро переписи США, общая площадь округа равняется 1170,681 км2, из которых 1165,501 км2 суша и 2,000 км2 или 0,530 % это водоемы.

## Население
По данным переписи населения 2000 года в округе проживает 6 556 жителей в составе 2 660 домашних хозяйств и 1 752 семей. Плотность населения составляет 6,00 человек на км2. На территории округа насчитывается 6 017 жилых строений, при плотности застройки около 5,00-ти строений на км2. Расовый состав населения: белые — 95,58 %, афроамериканцы — 2,20 %, коренные американцы (индейцы) — 0,76 %, азиаты — 0,15 %, гавайцы — 0,00 %, представители других рас — 0,46 %, представители двух или более рас — 0,85 %. Испаноязычные составляли 1,10 % населения независимо от расы.
В составе 24,20 % из общего числа домашних хозяйств проживают дети в возрасте до 18 лет, 54,70 % домашних хозяйств представляют собой супружеские пары проживающие вместе, 6,80 % домашних хозяйств представляют собой одиноких женщин без супруга, 34,10 % домашних хозяйств не имеют отношения к семьям, 29,30 % домашних хозяйств состоят из одного человека, 15,20 % домашних хозяйств состоят из престарелых (65 лет и старше), проживающих в одиночестве. Средний размер домашнего хозяйства составляет 2,30 человека, и средний размер семьи 2,81 человека.
Возрастной состав округа: 20,80 % моложе 18 лет, 7,90 % от 18 до 24, 24,10 % от 25 до 44, 25,30 % от 45 до 64 и 25,30 % от 65 и старше. Средний возраст жителя округа 43 лет. На каждые 100 женщин приходится 102,10 мужчин. На каждые 100 женщин старше 18 лет приходится 100,40 мужчин.